# Hoa hậu Thể thao
Hoa hậu Thể thao (Miss World Sports) là một giải phụ của cuộc thi Hoa hậu Thế giới, mà người chiến thắng giải phụ này sẽ được lọt thẳng vào đêm chung kết. Giải Hoa hậu Thể thao được bắt đầu từ năm 2003. Riêng năm 2005 không chọn Hoa hậu Thể thao mà chỉ chọn ra châu lục có thành tích thể thao cao nhất. Nhưng đến năm 2006, giải Hoa hậu Thể thao đã quay trở lại.

## Các Hoa hậu Thể thao
| Năm  | !Hoa hậu Thể thao  | Quốc gia | Thành tích đạt được khác            |
| ---- | ------------------ | -------- | ----------------------------------- |
| 2003 | Nazanin Afshin-Jam | Canada   | Hoa hậu Thế giới châu Mỹ và á hậu 1 |
| 2004 | Amy Guy            | Wales    | Top 15                              |
| 2006 | Malgosia Majewska  | Canada   | Top 17                              |
| 2007 | Abigail McCary     | Mỹ       | Top 16                              |
|      |                    |          |                                     |